# Mistrzostwa Świata w Saneczkarstwie 2021
50. Mistrzostwa świata w saneczkarstwie 2021 odbyły się w dniach 29–31 stycznia w niemieckim Königssee. Pierwotnie mistrzostwa miały się odbyć w kanadyjskim Whistler jednak z powodu pandemii COVID-19 zostały przeniesione na kontynent europejski. Rozegranych zostało siedem konkurencji: sprint jedynek kobiet, jedynki kobiet, sprint jedynek mężczyzn, jedynki mężczyzn, sprint dwójek mężczyzn, dwójki mężczyzn oraz zawody drużynowe.
Ze względu na zawieszenie Rosji we wszelkich imprezach sportowych rangi Mistrzostw Świata (afera dopingowa), reprezentanci rosyjscy wystąpili pod szyldem ekipy "Rosyjskiej Federacji Sportów Saneczkowych" (Russian Luge Federation), flagą z postacią saneczkarza zapożyczoną z emblematu federacji i skrótem RLF.
Najlepiej z reprezentantów Polski spisała się dwójka Wojciech Chmielewski i Jakub Kowalewski, która zarówno w rywalizacji klasycznej jak i w sprincie zajęła ósme miejsce.

## Terminarz i medaliści
| Data             | Miejscowość | Konkurencja               | Złoto                                                                   | Srebro                                                            | Brąz                                                                 |
| ---------------- | ----------- | ------------------------- | ----------------------------------------------------------------------- | ----------------------------------------------------------------- | -------------------------------------------------------------------- |
| 29 stycznia 2021 | Königssee   | Jedynki kobiet – sprint   | Julia Taubitz                                                           | Anna Berreiter                                                    | Dajana Eitberger                                                     |
| 29 stycznia 2021 | Königssee   | Jedynki mężczyzn – sprint | Nico Gleirscher                                                         | Siemion Pawliczenko                                               | David Gleirscher                                                     |
| 29 stycznia 2021 | Königssee   | Dwójki mężczyzn – sprint  | Niemcy Tobias Wendl · Tobias Arlt                                       | Łotwa Andris Šics · Juris Šics                                    | Niemcy Toni Eggert · Sascha Benecken                                 |
| 31 stycznia 2021 | Königssee   | Jedynki kobiet            | Julia Taubitz                                                           | Natalie Geisenberger                                              | Dajana Eitberger                                                     |
| 30 stycznia 2021 | Königssee   | Jedynki mężczyzn          | Roman Riepiłow                                                          | Felix Loch                                                        | David Gleirscher                                                     |
| 30 stycznia 2021 | Königssee   | Dwójki mężczyzn           | Niemcy Toni Eggert · Sascha Benecken                                    | Niemcy Tobias Wendl · Tobias Arlt                                 | Łotwa Andris Šics · Juris Šics                                       |
| 31 stycznia 2021 | Königssee   | Sztafeta mieszana         | Austria Madeleine Egle · David Gleirscher · Thomas Steu · Lorenz Koller | Niemcy Julia Taubitz · Felix Loch · Toni Eggert · Sascha Benecken | Łotwa Kendija Aparjode · Artūrs Dārznieks · Andris Šics · Juris Šics |

## Wyniki

### Jedynki kobiet – sprint
| Medal | Zawodniczka          | Narodowość        | Czas   | Strata  |
| ----- | -------------------- | ----------------- | ------ | ------- |
|       | Julia Taubitz        | Niemcy            | 39,101 | –       |
|       | Anna Berreiter       | Niemcy            |        | + 0,011 |
|       | Dajana Eitberger     | Niemcy            |        | + 0,199 |
| 4.    | Natalie Geisenberger | Niemcy            |        | + 0,220 |
| 5.    | Wiktoria Diemczenko  | RFSS              |        | + 0,221 |
| 6.    | Tatjana Iwanowa      | RFSS              |        | + 0,258 |
| 7.    | Summer Britcher      | Stany Zjednoczone |        | + 0,315 |
| 8.    | Lisa Schulte         | Austria           |        | + 0,449 |
| 9.    | Madeleine Egle       | Austria           |        | + 0,460 |
| 10.   | Ulla Zirne           | Łotwa             |        | + 0,500 |

### Jedynki mężczyzn – sprint
| Medal | Zawodniczka         | Narodowość | Czas   | Strata  |
| ----- | ------------------- | ---------- | ------ | ------- |
|       | Nico Gleirscher     | Austria    | 38,375 | –       |
|       | Siemion Pawliczenko | RFSS       |        | + 0,041 |
|       | David Gleirscher    | Austria    |        | + 0,042 |
| 4.    | Felix Loch          | Niemcy     |        | + 0,110 |
| 5.    | Dominik Fischnaller | Włochy     |        | + 0,151 |
| 6.    | Max Langenhan       | Niemcy     |        | + 0,157 |
| 7.    | Roman Riepiłow      | RFSS       |        | + 0,169 |
| 8.    | Kevin Fischnaller   | Włochy     |        | + 0,299 |
| 9.    | Johannes Ludwig     | Niemcy     |        | + 0,346 |
| 10.   | Gints Berzins       | Łotwa      |        | + 0,364 |

### Dwójki mężczyzn – sprint
| Medal | Zawodnicy                             | Narodowość | Czas   | Strata  |
| ----- | ------------------------------------- | ---------- | ------ | ------- |
|       | Tobias Wendl Tobias Arlt              | Niemcy     | 39,126 | –       |
|       | Andris Šics Juris Šics                | Łotwa      |        | + 0,014 |
|       | Toni Eggert Sascha Benecken           | Niemcy     |        | + 0,035 |
| 4.    | Thomas Steu Lorenz Koller             | Austria    |        | + 0,099 |
| 5.    | Hannes Orlamünder Paul Gubitz         | Niemcy     |        | + 0,114 |
| 6.    | Oskars Gudramovičs Pēteris Kalniņš    | Łotwa      |        | + 0,130 |
| 7.    | Emanuel Rieder Simon Kainzwaldner     | Włochy     |        | + 0,194 |
| 8.    | Wojciech Chmielewski Jakub Kowalewski | Polska     |        | + 0,236 |
| 9.    | Tristan Walker Justin Snith           | Kanada     |        | + 0,242 |
| 10.   | Ivan Nagler Fabian Malleier           | Włochy     |        | + 0,271 |

### Jedynki kobiet
| Medal | Zawodniczka           | Narodowość        | 1. zjazd | 2. zjazd | Czas     | Strata |
| ----- | --------------------- | ----------------- | -------- | -------- | -------- | ------ |
|       | Julia Taubitz         | Niemcy            |          |          | 1:41.132 | -      |
|       | Natalie Geisenberger  | Niemcy            |          |          |          | +0.315 |
|       | Dajana Eitberger      | Niemcy            |          |          |          | +0.472 |
| 4.    | Anna Berreiter        | Niemcy            |          |          |          | +0.838 |
| 5.    | Tatjana Iwanowa       | RFSS              |          |          |          | +1.045 |
| 6.    | Summer Britcher       | Stany Zjednoczone |          |          |          | +1.151 |
| 7.    | Emily Sweeney         | Stany Zjednoczone |          |          |          | +1.159 |
| 8.    | Kendija Aparjode      | Łotwa             |          |          |          | +1.292 |
| 9.    | Elīza Tīruma          | Łotwa             |          |          |          | +1.333 |
| 10.   | Jekatierina Katnikowa | RFSS              |          |          |          | +1.363 |
|       |                       |                   |          |          |          |        |
| 29.   | Klaudia Domaradzka    | Polska            |          |          |          | -      |
| 34.   | Anna Bryk             | Polska            |          |          |          | -      |
| 35.   | Natalia Jamróz        | Polska            |          |          |          | -      |

### Jedynki mężczyzn
| Medal | Zawodniczka         | Narodowość        | 1. zjazd | 2. zjazd | Czas     | Strata |
| ----- | ------------------- | ----------------- | -------- | -------- | -------- | ------ |
|       | Roman Riepiłow      | RFSS              |          |          | 1:37.810 | -      |
|       | Felix Loch          | Niemcy            |          |          |          | +0.062 |
|       | David Gleirscher    | Austria           |          |          |          | +0.217 |
| 4.    | Max Langenhan       | Niemcy            |          |          |          | +0.249 |
| 5.    | Johannes Ludwig     | Niemcy            |          |          |          | +0.251 |
| 6.    | Jonas Müller        | Austria           |          |          |          | +0.532 |
| 7.    | Wolfgang Kindl      | Austria           |          |          |          | +0.591 |
| 8.    | Siemion Pawliczenko | RFSS              |          |          |          | +0.679 |
| 9.    | Kevin Fischnaller   | Włochy            |          |          |          | +0.864 |
| 10.   | Chris Mazdzer       | Stany Zjednoczone |          |          |          | +0.872 |
|       |                     |                   |          |          |          |        |
| 16.   | Mateusz Sochowicz   | Polska            |          |          |          | +1.273 |
| 36.   | Kacper Tarnawski    | Polska            |          |          |          | -      |

### Dwójki mężczyzn
| Medal | Zawodniczka                           | Narodowość | 1. zjazd | 2. zjazd | Czas     | Strata |
| ----- | ------------------------------------- | ---------- | -------- | -------- | -------- | ------ |
|       | Toni Eggert Sascha Benecken           | Niemcy     |          |          | 1:39.931 | -      |
|       | Tobias Wendl Tobias Arlt              | Niemcy     |          |          |          | +0.155 |
|       | Andris Šics Juris Šics                | Łotwa      |          |          |          | +0.660 |
| 4.    | Emanuel Rieder Simon Kainzwaldner     | Włochy     |          |          |          | +0.841 |
| 5.    | Ivan Nagler Fabian Malleier           | Włochy     |          |          |          | +0.855 |
| 6.    | Thomas Steu Lorenz Koller             | Austria    |          |          |          | +0.857 |
| 7.    | Ludwig Rieder Patrick Rastner         | Włochy     |          |          |          | +0.858 |
| 8.    | Wojciech Chmielewski Jakub Kowalewski | Polska     |          |          |          | +0.935 |
| 9.    | Oskars Gudramovičs Pēteris Kalniņš    | Łotwa      |          |          |          | +0.955 |
| 10.   | Hannes Orlamünder Paul Gubitz         | Niemcy     |          |          |          | +1.191 |
|       |                                       |            |          |          |          |        |
| dns   | Jakub Karaś Mateusz Karaś             | Polska     |          |          |          | -      |

### Drużynowe
| Medal | Zawodnicy                                                                  | Narodowość        | Czas     | Strata |
| ----- | -------------------------------------------------------------------------- | ----------------- | -------- | ------ |
|       | Madeleine Egle David Gleirscher Thomas Steu Lorenz Koller                  | Austria           | 2:43.139 | -      |
|       | Julia Taubitz Felix Loch Toni Eggert Sascha Benecken                       | Niemcy            |          | +0.038 |
|       | Kendija Aparjode Artūrs Dārznieks Andris Šics Juris Šics                   | Łotwa             |          | +0.432 |
| 4.    | Summer Britcher Tucker West Chris Mazdzer Jayson Terdiman                  | Stany Zjednoczone |          | +0.625 |
| 5.    | Andrea Vötter Dominik Fischnaller Ludwig Rieder Patrick Rastner            | Włochy            |          | +0.690 |
| 6.    | Tatjana Iwanowa Roman Riepiłow Aleksandr Dienisjew Władisław Antonow       | RFSS              |          | +0.739 |
| 7.    | Ołena Stećkiw Anton Dukach Ihor Stachiw Andrij Lisiecki                    | Ukraina           |          | +3.013 |
| 8.    | Katarína Šimoňáková Jozef Ninis Tomáš Vaverčák Matej Zmij                  | Słowacja          |          | +3.386 |
| 9.    | Raluca Strămăturaru Valentin Crețu Vasile Marian Gîtlan Darius Serban      | Rumunia           |          | +4.437 |
| dnf   | Klaudia Domaradzka Mateusz Sochowicz Wojciech Chmielewski Jakub Kowalewski | Polska            |          | -      |
| dsq   | Aileen Frisch Lim Nam-kyu Park Jin-yong Cho Jung-myung                     | Korea Południowa  |          | -      |

## Klasyfikacja medalowa
| Miejsce | Państwo | złoto | srebro | brąz | Razem |
| ------- | ------- | ----- | ------ | ---- | ----- |
| 1.      | Niemcy  | 4     | 5      | 3    | 12    |
| 2.      | Austria | 2     | 0      | 2    | 4     |
| 3.      | RFSS    | 1     | 1      | 0    | 2     |
| 4.      | Łotwa   | 0     | 1      | 2    | 3     |